# FMA I.Ae. 36 Cóndor
ФМА I.Ae. 36 «Кондор» (исп. FMA I.Ae. 36 Cóndor) — проект аргентинского турбореактивного пассажирского самолёта. Должен был стать первым реактивным авиалайнером в Аргентине и Латинской Америке. Разрабатывался командой инженеров кордовского Института аэротехники во главе с эмигрантом из послевоенной Германии Куртом Танком. Проектирование «Кондора» началось в 1948 году. Работа над проектом велась под патронажем аргентинского президента Хуана Перона, стремившегося к укреплению национальной авиастроительной индустрии. Авиалайнер планировалось оснастить турбореактивными двигателями Rolls-Royce Nene II. В 1953 году началось строительство первого прототипа, но после смены власти в Аргентине проект был закрыт. Наработки были использованы при создании пассажирских самолётов Sud-Est и Boeing.

## Тактико-технические характеристики
Источник данных: CRÓNICAS Y TESTIMONIOS

Технические характеристики
- Экипаж: 3-4 чел.
- Пассажировместимость: 32-40 человек
- Длина: ?
- Размах крыла: 34 м
- Высота: ?
- Силовая установка: 5 × ТРД Rolls-Royce Nene II

Лётные характеристики
- Максимальная скорость: 950 км/ч[5]
- Практическая дальность: 5000 км